# Popek
Popek, pseudonimo di Paweł Ryszard Mikołajuw (Legnica, 2 dicembre 1978), è un rapper e artista marziale misto polacco.
Vive in Polonia.
In precedenza ha trascorso sette anni in prigione.

## Album da solista
- Wyjęty spod prawa
  - Pubblicato: 27 luglio 2007
  - Singoli: Wstrzymaj oddech
  - Etichetta: -
- HeavyWeight
  - Pubblicato: 5 giugno 2008
  - Etichetta: EntyRecordse
- Monster
  - Pubblicato: 13 gennaio 2013
  - Etichetta: Prosto/Wag Wan

## Risultati nelle arti marziali miste
| Risultato | Record | Avversario           | Metodo                              | Evento                        | Data             | Round | Tempo | Città                   | Note |
| --------- | ------ | -------------------- | ----------------------------------- | ----------------------------- | ---------------- | ----- | ----- | ----------------------- | ---- |
| Sconfitta | 4-5    | Norman Parke         | KO tecnico (infortunio alla mano)   | FAME 13: Nitro vs. Unboxall   | 26 marzo 2022    | 1     | 0:37  | Gliwice, Polonia        |      |
| Vittoria  | 4-4    | Damian Zduńczyk      | Sottomissione (armbar)              | FAME MMA 7: Popek vs. Stifler | 5 settembre 2020 | 1     | 1:46  | Łódź, Polonia           |      |
| Sconfitta | 3-4    | Erko Jun             | KO tecnico (pugni)                  | KSW 45: The Return To Wembley | 6 ottobre 2017   | 2     | 2:08  | Londra, Regno Unito     |      |
| Sconfitta | 3-3    | Tomasz Oświeciński   | KO tecnico (pugni)                  | KSW 41: Mankowski vs. Soldic  | 23 dicembre 2017 | 2     | 2:58  | Katowice, Polonia       |      |
| Vittoria  | 3-2    | Robert Burneika      | KO tecnico (sottomissione ai pugni) | KSW 39: Colosseum             | 27 maggio 2017   | 1     | 0:45  | Varsavia, Polonia       |      |
| Sconfitta | 2-2    | Mariusz Pudzianowski | KO tecnico (pugni)                  | KSW 37: Circus of Pain        | 3 dicembre 2016  | 1     | 1:20  | Cracovia, Polonia       |      |
| Sconfitta | 2-1    | Sander Duyvis        | KO tecnico (pugni)                  | FX3: Fight Night 9            | 13 dicembre 2008 | 1     | 4:04  | Reading, Regno Unito    |      |
| Vittoria  | 2-0    | Kev Sims             | KO (pugni)                          | Cage Rage 26                  | 10 maggio 2008   | 1     | 1:12  | Birmingham, Regno Unito |      |
| Vittoria  | 1-0    | Glen Reid            | KO tecnico (corner stoppage)        | Cage Rage: Contenders 8       | 2 febbraio 2008  | 2     | 1:56  | Londra, Regno Unito     |      |